# Skulden (TV-serie)
Skulden är en svensk TV-serie i fyra delar från 1982 i regi av Mats Arehn. Serien är baserad på en roman av Olle Högstrand och i rollerna ses bland andra Gösta Ekman, Tintin Anderzon och Lottie Ejebrant.

## Rollista
- Gösta Ekman – Rune Strand
- Tintin Anderzon – Pia Strand
- Lottie Ejebrant – Stella Strand
- Stefan Grybe – Jan Strand
- Walter Gotell – Misjakov
- Sten Ljunggren – kommissarie Larsson
- Åke Lindman – kommissarie Frändin
- Ulf Brunnberg – kommissarie Bengtsson
- Hans Gustafsson – kommissarie Jensen
- Fredrik Ohlsson – övningsledaren
- Sture Ström – officeren
- Rolf Larsson – bankkamreren
- Erik Liebel – servitören
- Leif Liljeroth – åklagaren
- Thore Segelström – portieren
- Johannes Brost – poeten
- Marika Lindström – Charlotte Sundin
- Calvin Floyd – västagenten
- Tom Younger – dubbelagenten
- Tomas Bolme – Helmersson
- Bo Brundin – Karl Meyer
- Lena-Maria Gårdenäs-Lawton – Eva Hjort
- Christer Banck – Kraus
- Kari Sylwan – fru Kraus
- Thomas Hellberg – Daniel Sundin
- Gösta Engström – Douglas
- Richard Häger – Joakim Kraus
- Frank Sundström – chefredaktör
- Mats Arehn – bankiren
- Lars Lennartsson – bartendern
- Ruth Stevens – sekreteraren
- Pierre Stahre – pundaren
- Yvonne Elgstrand – Juliette
- John Zacharias – Pavlinsky
- Walter Reichelt – tysk kommissarie
- Vivica Bandler – Olga Jung
- Arne Weise – sig själv